# Райскірхен
Райскірхен (нім. Reiskirchen) — громада в Німеччині, знаходиться в землі Гессен. Підпорядковується адміністративному округу Гіссен. Входить до складу району Гіссен.
Площа — 44,99 км2. Населення становить 10 329 ос. (станом на 31 грудня 2020).